# Fodor Tamás (sakkozó)
Fodor Tamás (ifjabb) (Kalocsa, 1991. június 2. –) magyar sakkozó, nemzetközi nagymester, U10 korosztályos világbajnok, kétszeres junior magyar bajnok, felnőtt magyar bajnok.
A sakkal foglalkozó nemzetközi szakirodalomban Fodor Tamás jr. (junior) néven szerepel, megkülönböztetve apjától, aki ugyancsak FIDE-nyilvántartásban szereplő sakkversenyző.

## Pályafutása
2000-ben az U10 korosztályos magyar bajnokságon 2. helyezést ért el. 2001-ben megnyerte az U10 korosztályos sakkvilágbajnokságot.
2008-ban és 2010-ben junior magyar bajnoki címet szerzett, ugyanebben az évben megnyerte a nyílt magyar bajnokságot.
2010-ben az U20 junior világranglistán a 47. helyen állt.
2013-ban kapta meg a nemzetközi nagymesteri címet a 2012-ben rendezett 13. Európa-bajnokságon elért eredményével. A normát ismételten teljesítette a 2012. évi Caissa GM versenyen Kecskeméten.
A 2019. júniusban érvényes Élő-pontértéke 2533, amely az eddigi legmagasabb. A magyar ranglistán az aktív játékosok között a 20. helyen áll.

## Csapateredményei
Tagja volt az U16 korosztályos sakkolimpián 2006-ban negyedik, 2007-ben 2. helyezést elért magyar válogatott csapatnak.
Az U18 korosztályos Európa-bajnokságon a 2006-ban 6., 2008-ban 2., és 2009-ben 1. helyezést elért magyar válogatott csapat tagja volt. 2009-ben a mezőnyben a 3. legjobb eredményt érte el.
A MITROPA Kupa versenyen 2008-ban 2., 2012-ben 1. helyezést elért magyar válogatottban szerepelt. 2008-ban a mezőnyben egyénileg a legjobb eredményt érte el.

## Kiemelkedő versenyeredményei
- 1-2. helyezés: First Saturday IM/B (FS02) verseny, Budapest (2006)[12]
- 2. helyezés: First Saturday GM verseny (2013)[13]
- 3. helyezés: Budapesti Tavaszi Fesztivál sakkverseny (2014)[14][15]
- 1. helyezés: Caissa GM verseny, Kecskemét (2014)[16]

## Díjai, elismerései
- A Magyar Köztársaság jó tanulója - jó sportolója (2001)[17]
- Bács-Kiskun megye Sport Díja (2007)[18]